# Hogna maurusia
Hogna maurusia este o specie de păianjeni din genul Hogna, familia Lycosidae. A fost descrisă pentru prima dată de Simon, 1909.
Este endemică în Morocco. Conform Catalogue of Life specia Hogna maurusia nu are subspecii cunoscute.